# 三毛草属
三毛草属（学名：Trisetum）是禾本科下的一个属，为多年生草本植物。该属共有约60种，分布于欧洲、亚洲和非洲。大部分可为饲料。